# Wilhelm Stekel
Wilhelm Stekel (18. března 1868 – 25. června 1940 Londýn) byl rakouský psycholog a psychoanalytik, jeden z prvních spolupracovníků Sigmunda Freuda, jehož však Freud později zapudil (podobně jako C. G. Junga, Alfreda Adlera, Otto Ranka, či Sándora Ferencziho).
Narodil se v Bukovině (dnešní území Ukrajiny). Jeho první psychoanalýzou ovlivněné texty se týkaly tématu onanie. Nejznámějším se stal však svou prací o výkladu snů (Die Sprache des Traumes. Eine Darstellung der Symbolik und Deutung des Traumes in ihren Beziehungen zur kranken und gesunden Seele für Ärzte und Psychologen), kterou Freud citoval i v pozdějších vydáních vlastního Výkladu snů.
Posléze se věnoval též tématu psychicky podmíněné impotence a frigidity, kleptomanie, pyromanie či fetišismu (hovořil o tzv. normálním fetišismu, kdy fetiš je přemostěním k objektu lásky, oproti patologickému fetišismu, kdy fetiš objekt lásky nahrazuje).
Freud Stekela zapudil především za jeho názor, že "každá úzkost je v jádru úzkostí ze smrti".
Stekel spáchal roku 1940 sebevraždu, poté co uprchl z nacisty obsazeného Rakouska do Londýna a zřejmě se s faktem emigrace nevypořádal.